# Geopalace
Il Geopalace, dal 2017 noto con il nome sponsorizzato di PalAltogusto, è situato a Olbia,   nella periferia nord e fa parte del più ampio complesso sportivo e alberghiero Geovillage.

## Caratteristiche
Il Geopalace è uno spazio polivalente di 2600 metri quadri, che a seconda dell'allestimento può ospitare fino a 3000 spettatori. Tali dimensioni lo pongono tra le strutture indoor più importanti della Sardegna.
Grazie alla sua funzionalità e modularità il Geopalace viene allestito in base alle esigenze, offre un open space estremamente versatile, privo di barriere architettoniche, con una base ottagonale di diametro di 56,05 metri e 12 metri di altezza.
Dal 2017 è sponsorizzato dall'azienda di distribuzione del caffè in Sardegna, Altogusto. .

## Eventi
Dal 2013 ospita regolarmente le partite casalinghe della Hermaea Olbia, squadra di pallavolo femminile militante in Serie A2.
Tra le manifestazioni sportive che il Geopalace ha organizzato alcuni incontri di pugilato, tra cui quello valevole per il titolo europeo dei pesi gallo del 2004 tra l'olbiese Simone Maludrottu e il francese Frederic Patrac, vinto dal padrone di casa. L'anno successivo, nel 2005 si sono svolte le Final Four di Coppa Italia di pallavolo femminile vinte dalla Sirio Perugia.
Nel 2007 è stato quartier generale del Giro d'Italia, quando la Corsa Rosa partiva da La Maddalena. Gli ampi spazi vengono infatti regolarmente utilizzati per l'organizzazione di fiere campionarie.
Dal 2013 si disputa il Torneo Geovillage, torneo di pre-season della Dinamo Basket Sassari, che ha scelto la struttura alberghiera come sede del suo ritiro estivo. Nella prima edizione si è svolto un quadrangolare che ha visto confrontarsi le squadre della Dinamo, Galatasaray, Montepaschi Siena e della Cimberio Varese. Nella seconda edizione invece si sono scontrate Dinamo, VL Pesaro, Darüşşafaka e Lokomotiv Kuban. In entrambe le occasioni si è aggiudicata il titolo la Dinamo Sassari.
Il 6 maggio 2017 assiste al passaggio della seconda tappa del Giro d'Italia 2017 di ciclismo su strada da Olbia a Tortolì.
Dal 2018 il torneo si rinnova e viene sponsorizzato dalla compagnia aerea Air Italy.